# Innenheim
Innenheim je francouzská obec v departementu Bas-Rhin v regionu Grand Est. V roce 2013 zde žilo 1 126 obyvatel.

## Poloha obce
Sousední obce jsou: Altorf, Bischoffsheim, Blaesheim, Duttlenheim a Griesheim-près-Molsheim.

## Vývoj počtu obyvatel
Počet obyvatel